# Peter Lundblad
Gustaf Peter Lundblad, född 26 augusti 1950 i Vadsbro församling i Södermanlands län, död 22 december 2015 i Värmdö församling i Stockholms län, var en svensk sångartist.

## Biografi
Peter Lundblad var son till intendenten Gustaf Lundblad och May-Lis, född Rehn. Han började sin bana 1964 i bandet Fans, som han bildade tillsammans med en av sina klasskamrater i Ribbyskolan i Västerhaninge.  Karriären tog fart med bandet The Most Remarkable Nailband där även Lasse Tennander var inblandad som bland annat textförfattare. De bildade sedan gruppen Duga men Tennander lämnade snabbt gruppen till förmån för proggrörelsen och bandet bytte därefter namn till Figaro.
Utöver sina egna skivproduktioner anlitades Lundblad ofta som studiogitarrist och körsångare. Han var med i kören till samtliga bidrag i Melodifestivalen 1974, Melodifestivalen 1978 och Melodifestivalen 1979.
Lundblad tonsatte och sjöng in musiksagan Vem ska trösta knyttet? 1978, med arrangemang av Torbjörn Eklund, efter den klassiska sagan på vers från 1960 av Tove Jansson. Sagan bearbetades även till en kortfilm 1980 med Lundblads musik och tal samt originalillustrationerna från boken i animerad form av Johan Hagelbäck.
1980 fick han en hit med "Ge apan i dig en chans" från albumet Musik i mitt öra (som senare återutgavs som Jag tänker på dom ibland).
Tillsammans med sångarna J.C. Barreto och Karin Glenmark tävlade han för Sverige i sångfestivalen Knokke Cup i Belgien 1982, där de kom på en fjärde plats. Tillsammans med Agneta Olsson deltog han i den svenska Melodifestivalen 1983 med melodin "Vill du ha mig efter gryningen", som missade slutomröstningen. Senare deltog han också i Melodifestivalen 1996.
1986 fick Lundblad en stor hit med låten "Ta mej till havet", en kärleksballad med sommartema i valstakt. Han har senare berättat att han skrev låten på endast 20 minuter samt att han beklagar att han blivit så förknippad med bara den låten.
Lundblad var gift första gången 1975–1978 med Anne-Marie Söderberg (född 1946) och fick en dotter född 1975. Andra gången var han gift 1980–2000 med Agneta Olsson (född 1952), och fick två söner födda 1981 och 1983. Tredje gången var han gift från 2003 till sin död med Gunilla Lundblad, född Nilsson 1967 och fick en son född 2001 och en dotter född 2004.
Lundblad avled 2015 av prostatacancer, 65 år gammal.

## Diskografi
- 1972 – The Most Remarkable Nailband
- 1973 – Öga för öga
- 1974 – Seaweed Garlands
- 1975 – Figaro
- 1978 – Vem ska trösta Knyttet
- 1979 – Club Öken
- 1981 – Jag tänker på dom ibland
- 1983 – Lugn extas
- 1986 – Ta mig till havet
- 1988 – Härliga liv
- 1994 – Samlad 1981–1994
- 1997 – Allt betyder allt
- 1998 – Bortom havet
- 2003 – Språnget
- 2010 – Den fria viljan
- 2012 – En obotlig romantiker